# Коферменты

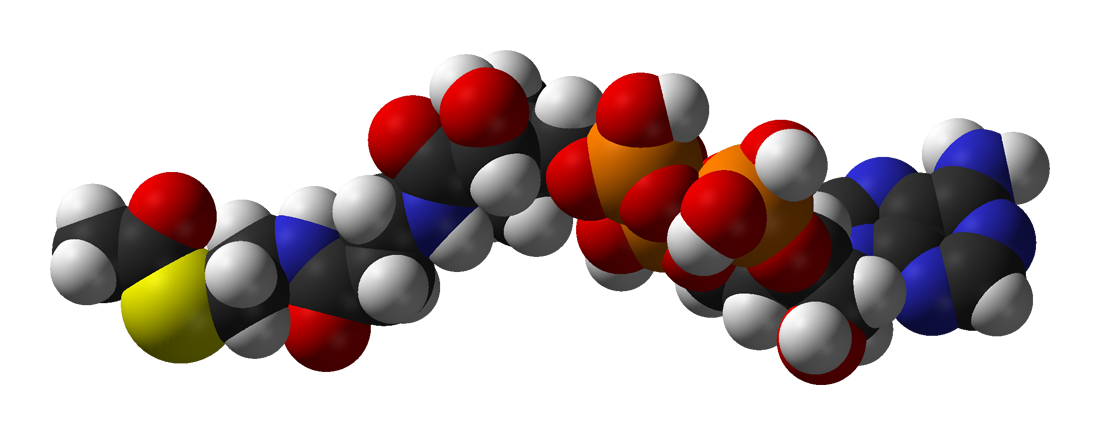
Коэнзим А

Коферме́нты, или коэнзи́мы (лат. co- приставка «объединение, сообща, вместе» + ферменты/энзимы) — органические природные соединения небелковой природы, необходимые для осуществления каталитического действия ферментов. Коферменты вместе с функциональными группами аминокислотных остатков фермента формируют активный центр фермента, на котором происходит связывание с субстратом и образование активированного фермент-субстратного комплекса.
Комплекс кофермента и апофермента образует целостную, биологически активную молекулу фермента, называемую холоферментом. Наиболее распространенную группу составляют соединения нуклеотидной природы, а также коферменты, содержащие остатки фосфорной кислоты.
Роль коферментов нередко играют витамины или их метаболиты (чаще всего — фосфорилированные формы витаминов группы B). Например, коферментом фермента карбоксилазы является тиаминпирофосфат, коферментом многих аминотрансфераз — пиридоксаль-6-фосфат.
В металлоферментах роль, аналогичную роли коферментов, могут исполнять катионы металлов, однако коферментами их обычно не называют.
Коферменты обычно непрерывно синтезируются, и их концентрация поддерживается на постоянном уровне внутри клетки. Например, НАДФ «пополняется» через пентозофосфатный путь и S-аденозилметионин с помощью метионинаденозилтрансферазы. Непрерывный синтез означает, что небольшие количества коферментов могут использоваться очень интенсивно. Например, человеческое тело переворачивает свой собственный жир в АТФ каждый день.

## Список коферментов
Тиаминовые (производные витамина В1):
- ТМФ — тиаминмонофосфат;
- ТДФ — тиаминдифосфат;
- ТТФ — тиаминтрифосфат.

Флавиновые (витамин В2):
- ФМН — флавинмононуклеотид;
- ФАД — флавинадениндинуклеотид.

Никотинамидные (витамин РР)
- НАД — никотинамидадениндинуклеотид;
- НАДФ — никотинамиддинуклеотидфосфат.

Пантотеиновые (витамин В5)
- KOF A (HS-KOA — HS, коэнзим А)

Пиридоксиновые (витамин В6):
- ПФ — пиридоксальфосфат;
- ПАФ — пиридоксаминофосфат,